# 浜井信三
浜井 信三（はまい しんぞう、1905年（明治38年）5月28日 - 1968年（昭和43年）2月26日）は、日本の政治家、初代の公選広島市長（在任期間・1947年 - 1955年、1959年 - 1967年。渡辺忠雄市長を1期挟み通算4期市長を務めた）。濱井信三とも（胸像の銘文では濵井）。一貫して核兵器の全面禁止を訴え、広島の父、または原爆市長と称される。
広島平和記念都市建設法の成立に力を注ぎ、広島市中区中島町に平和を祈念する公園（広島平和記念公園）の建設、同じく市中心部への幅員100m道路（平和大通り）の建設を打ちだし、現在の広島市の街並みの基礎を造った。

## 略歴
- 広島県広島市三川町（現・中区）出身[2]。
- 1931年、東京帝国大学法学部卒業[2]。
- 1932年9月、広島商工会議所入り。
- 1935年、広島市役所入り。
- 1945年
  - 8月6日、広島市への原子爆弾投下により、広島市大河町（現・南区）の自宅にて被爆（当時の信三の役職は配給課長）。
  - 12月、第2助役に就任。
- 1947年4月、公職選挙による最初の広島市長（20代目）となり、同年8月6日に第1回広島平和祭と慰霊祭をおこない、平和宣言を発表した[3]。この時はGHQによる占領統治時代であったため、いかに検閲で平和への思いが消されないようにするかに苦労したという。式典には、当時の片山哲首相、占領軍総司令官のマッカーサー元帥が異例のメッセージを寄せた。また、この頃は、広島を復興させるための財源が乏しく、政府の補助も思わしくなかった為、自分が市長をしても意味がないのではと、何度も辞職を考えたと、自身の著書である「原爆市長」の中で綴っている。
- 1948年から式典はラジオで全国中継されるようになり（前年は広島のみ中継）、この年はアメリカにも中継された。
- 1949年、広島平和記念都市建設法を制定。この法律は、当時の市民から「あまりに理想的」と批判をうけたが、現在の広島市を造る大きな基礎をこの法律が果たした。
- 1950年、平和記念公園を建設。朝鮮戦争の影響で、平和祭をはじめ全ての集会が禁止される中、パリにおいて、朝鮮半島での原爆使用反対を唱えた。
- 1955年4月、広島市長選挙で新人2名と争うが、当時、理想的すぎると批判が強かった100m道路（平和大通り）建設計画の縮小・見直しを公約に掲げた保守系の渡辺忠雄に敗れる。
- 1959年4月、広島市長選挙に再出馬し、返り咲きを果たす。
- 1962年、東西冷戦の高まりに対抗する平和宣言を発表。
- 1964年、アメリカ空軍による北ベトナム爆撃が開始されると、世界平和アピール七人委員会などとともに日本政府に対してベトナム戦争に協力しないことを求めた。
- 1966年、原爆ドームの永久保存運動をおこす。
- 1967年3月、フランス政府から、レジオン・ドヌール勲章騎士章が贈られた。
- 1968年
  - 1月、民社党公認として参議院選挙に立候補を決意。
  - 2月26日、広島平和記念資料館の講堂で開かれた、第4回広島地方同盟定期大会に出席し、不動の信念と抱負を訴え終えた直後、来賓席に戻ると同時に心筋梗塞で倒れた。直ちに広島市民病院から医師が駆けつけたものの、16時8分に死亡。62歳。
  - 3月8日、山田節男市長らが発起人となって市民葬が執り行われた。
- 広島平和記念資料館東館に胸像がある（1969年建之）。

## エピソード
- 1958年7月29日、広島市民球場で行われた、オールスターゲーム第2戦の試合開始前にヘリコプターでグラウンドに着陸。中から登場し、始球式に臨んだ。
- 原爆の投下で市役所の幹部の多くが爆死したため、一介の課長ながら最前線に立ち奔走した浜井の逸話を聞いた小松左京が創作したのが、少年向けSF小説「お召し」といわれる[4]。

## 著作
- 論文「長期計画作成の実際と問題〜広島市の場合」『月刊都市問題』第54巻第4号（1963年4月）
- 「広島市政秘話」1960年代
- 『原爆市長〜ヒロシマとともに二十年』朝日新聞社1967年

長く絶版だったが、2006年5月、長男の手により復刻された（改定復刻版）。
- 浜井信三追想録編集委『浜井信三追想録』1969年

## その他
- 「ヒロシマ 復興を夢みた男たち」（NHK広島放送局製作）- 寺脇康文が演じている。